# Ansgars Kirke (Odense Kommune)
 For alternative betydninger, se Ansgars Kirke. (Se også artikler, som begynder med Ansgars Kirke)
Ansgars Kirke er en kirke i Ansgars Sogn, Odense Stift, beliggende på Søndre Boulevard 1, Odense, tegnet af Niels Jacobsen og opført i 1902.
Efter at Ansgars Sogn blev udskilt af Sankt Knuds Sogn den 31. december 1901, blev missionshuset Elim brugt som midlertidig kirke. Samtidigt foregik planlægningen for bygningen af en ny kirke, idét der var samlet en del midler ind til projektet, mens arkitekten tilbød, at tegne kirken gratis.
Kirken er opført som en korskirke med røde mursten og sortglaserede tagsten i nygotisk stil. I tilknytning til kirken står det 45 meter høje campaniletårn med pyramidespir. Over korsskæringen i kirkens indre er der en kuppel og der er et korparti nogle trin over gulvniveau.
Over hovedindgangen er der et sandstensrelief udført af Thomas Bærentzen. Altertavlen, der forestiller Jesu fødsel, er i forgyldt eg og er udfør af Axel Poulsen. Altertæppet er broderet af en kreds af kvinder i sognet, og indeholder symbolerne for Faderen, Sønnen og Helligånden. På buen uden om alternichen er der en Fresko-udsmykning med Jesus omgivet af engle, udført af Niels Skovgaard. I kirken og menighedssalen, der blev bygget i 1917, hænger der to malerier af Ansgar, udført af Anna E. Munch.
Ved kirkens 50-års jubilæum i 1952 fik den en ny kirkedør med udskårne relieffer, der fremstiller munken Ansgar til venstre, i gang med at døbe, og en anden munk til højre, i gang med at skænke kalken, udført af Bertram Jacobsen og Axel Jacobsen.
I 1972 fik kirken et nyt orgel, der har 29 stemmer, fra Marcussen & Søn.
Endnu et orgel blev indviet i september 1999. Det er et orgel med 152 registre fordelt på 5 manualer og pedal, og dermed det største kirkeorgel i Nordeuropa. Orglet er fysisk placeret flere forskellige steder i kirken, hvilket er specielt i danske kirker og kun ellers brugt i Jerusalemskirken i København.

## Eksterne kilder og henvisninger
- Wikimedia Commons har flere filer relateret til Ansgars Kirke (Odense Kommune)
- Ansgars Kirke hos KortTilKirken.dk
- Ansgars Kirke hos danmarkskirker.natmus.dk (Danmarks Kirker, Nationalmuseet)